# 2001년 선댄스 영화제
제17회 선댄스 영화제는 2001년 1월 18일에 열린 시상식이다.

## 수상 및 후보

### 심사위원대상(미국 드라마)
- 빌리버 - 헨리 빈 수상
- 30 Years to Life - Vanessa Middleton
- The American Astronaut - Cory McAbee
- 비즈니스 오브 스트레인저스 - 패트릭 스테트너
- 딥 엔드(영어판) - 스콧 맥게히 외 1인
- 도니 다코 - 리처드 켈리
- 그린 드래곤 - 티모시 리 뷔이
- 헤드윅 - 존 카메론 미첼
- 침실에서 - 토드 필드
- L.I.E. - 마이클 쿠에스타
- Lift - DeMane Davis 외 1인
- MacArthur Park - 빌리 워스
- 메멘토 - 크리스토퍼 놀란
- 스코틀랜드 PA - 빌리 모리셋
- The Sleepy Time Gal - 크리스토퍼 먼치
- 섬 바디 - 헨리 배리얼

### 심사위원대상(미국 다큐멘터리)
- 남쪽의 편안함 - 케이트 데이비스 수상
- 체인 카메라 - 커비 딕
- 지하철 아이들 - 에뎃 벨즈버그
- 독타운과 Z 보이즈 - 스테이시 페랄타
- 인듀어런스 - 조지 버틀러
- Go Tigers! - Kenneth A. Carlson
- Home Movie - Chris Smith
- 라리스 킨 - 수잔 프롬크 외 1인
- Marcus Garvey: Look for Me in the Whirlwind - 스탠리 넬슨
- The Natural History of the Chicken - Mark Lewis
- Ralph Bunche: An American Odyssey - William Greaves
- 스카우트의 영예 - 톰 쉐파드
- 스크래치 - 더그 프레이
- 스타텁 닷컴 - 크리스 헤지더스 외 1인
- 떨리는 목소리로 말하기 - 샌디 듀보브스키
- 끝나지 않은 교향곡 - Mike Majoros 외 1인

### 각본상(미국 드라마)
- 메멘토 - 크리스토퍼 놀란 수상

### 심사위원특별상(미국 드라마)
- 침실에서 - 톰 윌킨슨, 씨씨 스페이식 수상

### 심사위원특별상(미국 다큐멘터리)
- 지하철 아이들 - 에뎃 벨즈버그 수상

### 심사위원특별상-앙상블연기
- 지나, 여배우, 나이는 스물 아홉 - Paul Harrill 수상

### 관객상 - 단편
- 헤드윅 - 존 카메론 미첼 수상
- 집으로 가는 길 - 장이머우 수상
- 독타운과 Z 보이즈 - 스테이시 페랄타 수상
- 스카우트의 영예 - 톰 쉐파드 수상

### 감독상
- 헤드윅 - 존 카메론 미첼 수상
- 독타운과 Z 보이즈 - 스테이시 페랄타 수상

### 촬영상
- 딥 엔드(영어판) - 자일스 너트건스 수상
- 라리스 킨 - 앨버트 메이슬리스 수상

### 표현의자유상
- 스카우트의 영예 - 톰 쉐파드 수상

### 라틴아메리카영화대상
- 파서블 러브스 - Sandra Werneck 수상
- 흔적없는 비행 - 마리아 노바로 수상

### 라틴아메리카영화특별언급
- 코핀 조 - 호세 모지카 마린스의 기이한 세계 - Ivan Finotti 외 1인 수상

### 단편영화특별언급
- 젠 앤 더 아트 오브 랜드스케이핑 - David Kartch 수상
- 현대 원시주의의 망상 - Daniel Loflin 수상
- 직소 비너스 - Dean Kapsalis 수상
- 메트로파풀러 - Jonah Hall 수상
- 피터 래빗 - Anthony Dominici 수상
- 파이 파이트 69 - Christian Bruno 수상
- 스윗 - Elyse Couvillion 수상

### 온라인페스티벌뷰어상
- 프리웨어 - Alex Orrelle 수상